# Any Road
Singles de George Harrison
Stuck Inside a Cloud
(2002)
Pistes de Brainwashed
P2 Vatican Blues
Any Road est le titre d'une chanson de George Harrison ouvrant son album posthume Brainwashed en 2002. Interprétée au cours d'une interview en 1997,  elle est, en 2003, la dernière chanson de Harrison à paraître en single. Harrison commence à écrire la chanson en 1988, alors qu'il participe à la réalisation du clip vidéo illustrant la sortie de son album de 1987 Cloud Nine.

## L'histoire
La seule performance publique connue de "Any Road" par Harrison est celle de 1997, à la demande de Sukanya Rajan lors d'une interview menée par Ravi Shankar diffusée par VH1. Elle deviendra, du reste, la dernière performance filmée de Harrison.

## Composition
Le refrain  dont la phrase "If you don't know where you're going, any road will take you there" (traduction; "Si vous ne savez pas où vous allez, n'importe quelle route vous y mènera"), est une émanation d'un échange verbal entre Alice et le chat du Cheshire dans le chapitre 6 des Aventures d'Alice au pays des merveilles de Lewis Carroll :
«Pourriez-vous me dire, s'il vous plaît, dans quelle direction je dois partir d'ici?
"Cela dépend beaucoup de l'endroit où vous voulez vous rendre", a déclaré le chat.
«Je me fiche de savoir où…» dit Alice.
«Alors peu importe la direction que vous prenez,» dit le chat.
"- tant que j'arrive quelque part," ajouta Alice en guise d'explication.
"Oh, tu es sûre de faire ça," dit le Chat, "si tu marches assez longtemps."

## Sortie
"Any Road" est la dernière chanson de Harrison à sortir en single. La chanson, sortie le 12 mai 2003 en tant que single au Royaume-Uniet se classe en 37e position dans les charts britanniques.

## Grammy
"Any Road" a été nommé aux Grammy Awards 2004 pour la Meilleure performance vocale pop masculine, et a également figuré sur l'album de compilation 2004 Grammy Nominees. Bien que la chanson n'ait pas reçu le prix, décerné à "Cry Me a River" de Justin Timberlake, "Marwa Blues" de Harrison -la face B instrumentale de "Any Road"- gagne le prix  dans la catégorie Meilleure performance instrumentale pop.

## Personnel
- George Harrison - chant, guitare acoustique, steel guitar, banjolele
- Jeff Lynne - basse, piano, chœurs
- Dhani Harrison - guitare électrique, chœurs
- Jim Keltner - batterie

## Sortie ultérieure
"Any Road" et "Marwa Blues" ont été incluses dans la compilation de 2009, Let It Roll: Songs by George Harrison.

## Reprises
- John Kadlecik joue "Any Road" avec Furthur ainsi que son propre groupe John Kadlecik.
- Le chanteur américain, Ukulele Ray, a repris cette chanson sur son album Coming to Nothing en 2010.
- Joe Brown a interprété "Any Road" sur son album live Ukulele Album en 2012.
- Butch Walker, musicien américain et ancien guitariste soliste du groupe heavy metal SouthGang a interprété "Any Road" lors du concert de George Fest en 2014.